# 相沢礼子
相沢 礼子（あいざわ れいこ、1980年8月28日 - ）は、タレント、ヨガインストラクター。
現存する日本のミス・コンテストで最も古い歴史を持つ「ミス日本」の第35回（2003年度）ミス日本グランプリ受賞者。玉川大学文学部外国語学科卒業、群馬県伊勢崎市出身、身長168cm。事務所はセント・フォース所属。

## 人物
- 群馬県立伊勢崎女子高等学校、玉川大学[1] 卒業。
- 実家は不動産業を営む。
- 中学・高校ではソフトテニスの主将を務めていた。中学時代は県2位、高校時代は県3位の実力。[要出典]
- 2003年、第35回（2003年度）ミス日本グランプリを受賞する[2]。
- 2004年、自身初の写真集『Reimy』（レイミィー）を発表。
- 『5時に夢中!』ではメイドのコスプレ姿を披露するのが定番となっていた。番組内では逸見太郎扮する坊ちゃんに仕えるメイドという体裁をとっていた。同番組では2013年7月22日の2000回放送突破に際して、VTR出演でコメントを寄せている。
- 2011年5月5日の成田国際空港での東日本大震災チャリティーのイベント[3]、6月の防衛省・横須賀自衛隊表敬訪問[4]、10月に『21世紀東アジア青少年大交流計画』の一環で[5]、ミス日本として参加している。
- 2011年度よりミス日本決定大会の総合司会を担当。

## 所持資格
- 3級ファイナンシャル・プランニング技能士
- 野菜ソムリエ
- ヨガ指導者資格
  - 全米ヨガアライアンス[6]
  - マタニティーヨガインストラクター[7]
- 日本ハワイアンビューティー協会公認インストラクター（日本第1号）[8]

## 出演
現在
- 横濱ツウ!（J:COMHDチャンネル（デジタル10ch）、2012年4月 - ） - ナビゲーター
- そ〜だったのかンパニー（テレビ新広島制作・山陰中央テレビ・岡山放送・テレビ山口共同ネット。2012年4月 - ） - パーソナリティー
- L4 YOU!（テレビ東京） - 準レギュラーレポーター（概ね月1程度）

過去
- 感動ファクトリー・すぽると!（フジテレビ系、2003年4月 - 2004年3月） - 日曜キャスター
- デジタルスタジアム（NHK BS1）
- スポーツBOMBER!（TBSラジオ 2004年度下半期、土曜日）
- be on TV（BS朝日）
- 2007年世界陸上選手権長居スタジアム大会（BS-i） - 独自放送時のスタジオ司会者
- 榊原・嶌のグローバルナビ（BS-i） - 中井亜希の代役として数回出演
- めざましテレビ（フジテレビ系、2007年10月 - 2008年3月） - 『ココ調』 - レポーター
- 5時に夢中!（東京MXテレビ（TOKYO MX）） - 上田万由子のアシスタント代役（2008年9月8日 - 19日）、金曜日司会（2008年10月 - 2010年9月）
- カツケン 勝間経済研究所（BSジャパン、2009年7月 - 2010年3月） - レギュラー研究員
- 映像体験!イッキ見シアター（関西テレビ放送、2011年5月）